# Pino Mercanti
Giuseppe Mercanti, más conocido como Pino Mercanti (Palermo, 16 de febrero de 1911-Roma, 3 de septiembre de 1986), fue un cineasta, director artístico y guionista italiano.

## Vida y carrera
Nacido en Palermo, Sicilia, Mercanti fue un pionero del cine siciliano como el principal cineasta y director artístico de la productora OFS (también conocida como Organizzazione Filmistica Siciliana), fundada por los hermanos Francesco y Girolamo Gorgone con el propósito de promover la producción de películas en suelo siciliano. Tras la quiebra de la empresa, Mercanti se trasladó a Roma, donde dirigió una serie de melodramas, películas de aventuras, spaghetti western y otras películas de género, a menudo coproducciones internacionales. A veces se le acreditaba como Joseph Trader.

## Filmografía seleccionada

### Como director
- Nubi (1934).
- Malacarne o For the Love of Mariastella (1945).[4]
- I cavalieri dalle maschere nere (1948).[5]
- Serenata amara (1952).[6]
- La voce del sangue o The Voice of the Blood (1952).
- La vendetta di una pazza o Revenge of a Crazy Girl (1951).[7]
- I cinque dell'Adamello o The Five from the Adamello (1954).[8]
- Lacrime d'amore (1954).* Agguato sul mare o Vencido por su ambición (1957).[9]
- Primo applauso (1957).[10]
- Te doy mi vida (1958).[11]
- Il cavaliere dai cento volti o Knight of 100 Faces o El caballero de los cien rostros (1960).[12]
- El duque negro (1963).
- Il vendicatore mascherato o Gentlemen of the Night (1964).[13]
- Tre dollari di piombo o Tres dólares de plomo (1965).[14]
- Cifrado especial (1966).
- Matar es mi destino o  The underground o Il clandestino (1966).[15]

### Como guionista
- Roma città libera o Rome: Free City o Roma, ciudad libre, dirigida por Marcello Pagliero (1946).[16][17]
- I fuorilegge o Giugliano, dirigida por Aldo Vergano (1950).[18]

## Homenajes
- En su natal Palermo, existe una calle que lleva su nombre.[19]